# Salix isikawae
Salix isikawae är en videväxtart som beskrevs av Arika Kimura. Salix isikawae ingår i släktet viden, och familjen videväxter. Inga underarter finns listade i Catalogue of Life.